# Croix du bourg de Pleucadeuc
Cette croix  est située  place Anne de Bretagne, derrière l'église du bourg de Pleucadeuc dans le Morbihan.

## Historique
La Croix fait l’objet d’une inscription au titre des monuments historiques depuis le 3 novembre 1927.

## Architecture
Le calvaire se compose d'un piédestal et d'une colonne dont les quatre côtés sont sculptés. 
Le sommet présente un panneau sculpté représentant la Crucifixion, la Vierge tendant une pomme à un enfant, entre un homme et une femme.